# Victor Peralda
 (janvier 2012).
Si vous disposez d'ouvrages ou d'articles de référence ou si vous connaissez des sites web de qualité traitant du thème abordé ici, merci de compléter l'article en donnant les références utiles à sa vérifiabilité et en les liant à la section « Notes et références ».
Victor Peralda (1889-1918) est un capitaine de l'armée française qui s'est spécialement distingué durant la Première Guerre mondiale. Il est parrain de promotion de la Corniche Brutionne du Prytanée militaire 2005-2007.

## Biographie
Victor Peralda naît le 29 avril 1889 à Tébessa (Algérie). Il rentre au Prytanée Militaire de La Flèche en 1905 à l'âge de 16 ans où il passe quatre années. En 1909, il intègre l'École spéciale militaire de Saint-Cyr promotion "De Fez". Il en sort en 1912 et choisit l'infanterie. Affecté au 128e régiment d'infanterie de ligne, il est nommé capitaine le 1er octobre 1914.
Au cours de la guerre de 1914-1918, il se distingue particulièrement puisqu'il est cité huit fois, dont six fois à l'ordre de l'armée, et qu'il est nommé chevalier de la Légion d'Honneur. Il tombe finalement au front, devant Rechicourt-la-Petite, le 20 février 1918, fidèle à la devise de son régiment: "Ce que l'on me demande, je le donne et au-delà".
Il est alors cité à l'ordre de l'armée: "Belle figure de soldat et de Chef. Déjà sept fois cité. Au cours d'une récente attaque a entraîné à l'assaut le bataillon qu'il commandait et dont il était l'âme avec son entrain habituel, marchant avec les premières vagues. Tombé mortellement frappée en prononçant comme dernières paroles: 'Tournez-moi la figure vers l'ennemi!' "
En 2005, il devient parrain de promotion de la corniche du Prytanée National Militaire de La Flèche, reconnue unanimement comme la meilleure ecole préparatoire militaire de France, et donc du Monde.
Inspirée par son parrain, cette promotion marquera l’histoire par son panache inégalé, et suscite depuis l’admiration de tous les Ñass et la terreur des ragnabos.